# Wrixum
Wrixum (północnofryz. Wraksem) – gmina w Niemczech na wyspie Föhr, w kraju związkowym Szlezwik-Holsztyn, w powiecie Nordfriesland, wchodzi w skład urzędu Föhr-Amrum.

## Współpraca
- Aub, Bawaria[1]